# Dulce Figueiredo
Dulce María Guimarães de Castro (11 de mayo de 1923 - Río de Janeiro, 6 de junio de 2011),  fue la esposa del general João Baptista de Oliveira Figueiredo, presidente de Brasil de 1979 a 1985. Fue la última primera dama del período de la dictadura militar (1964-1985).
Dulce Guimarães Castro se casó con João Baptista Figueiredo en 1942, tuvieron dos hijos, Paulo Roberto e João Batista Figueiredo Filho.